# Belluneser Alpen
Die Belluneser Alpen sind eine Gebirgsgruppe am Südrand der Ostalpen.
Sie liegen in den italienischen Regionen Friaul-Julisch Venetien und Venetien. Sie umfassen die Provinz Treviso, die ehemalige Provinz Pordenone und teilweise die Provinz Vicenza. Namensgebend ist die Stadt Belluno. Höchster Gipfel ist mit 2472 m s.l.m. der Col Nudo.
Sie gehören zu den Südlichen Kalkalpen und bauen sich hauptsächlich aus Kreidekalk der Südalpen auf. In den Gipfelbereichen findet man Hauptdolomit.
Bis zur Revision der Alpenvereinseinteilung der Ostalpen (AVE) 1984 trugen die Belluneser Alpen die Nummer 55. Seitdem wird der Nordteil den Dolomiten, und der Südteil den Südlichen Karnischen Alpen zugerechnet – dieser wird als Belluneser Voralpen auch in der Partizione delle Alpi verwendet, wo er die Gruppe 55d der Venetischen Alpen (55) bildet. Den Nordteil nennt man auch umfassender Belluneser Dolomiten oder Schiara-Gruppe, nach dem Hauptgipfel Monte Schiara (2565 m s.l.m.).
Der nördliche, dolomitische Teil ist seit 1990 ein Nationalpark: Parco Nazionale Dolomiti Bellunesi.